# Nại Vật
Naemul (phiên âm Hán-Việt: Nại Vật; mất 402, trị vì 356–402) là vị quốc vương thứ 17 của Tân La, họ là Kim. Ông là cháu trai của Vị Trâu. Ông kết hôn với con gái của Vị Trâu, tức Bảo Phản (Boban) phu nhân. Ông có tước hiệu Ni sư kim (Isageum), dành cho những người lãnh đạo trong giai đoạn đầu của Tân La, trong Tam quốc sử ký (Samguk Sagi); ông cũng được ghi là có tước hiệu ma lập can (Maripgan), tước hiệu dành cho những người lãnh đạo vào giai đoạn sau đó, trong Tam quốc di sự (Samguk Yusa). Ông là người đầu tiên mang tước hiệu ma lập can trong sử sách.
Ông cũng là vị quốc vương Tân La đầu tiên xuất hiện tên trong sử sách Trung Hoa. Nó thể hiện rằng văn hóa Trung Hoa đã tràn vào một cách mạnh mẽ dưới thời ông trị vì Tân La, và rằng việc sử dụng rộng rãi chữ Hán bắt đầu từ thời gian ông trị vì trở về sau. Nại Vật cũng cử sứ thần triều cống đến triều đình Tiền Tấn vào năm 381.
Thời kỳ trị vì về sau của Nại Vật gặp khó khăn với các cuộc xâm chiếm của Nụy Quốc Nhật Bản và các bộ lạc Mạt Hạt ở phương bắc. Điều này khởi đầu bằng một cuộc tấn công lớn của Nhật Bản vào năm 364, cuộc xâm lược bị đẩy lui song gây nên mất mát lớn về nhân mạng.

## Gia đình
- Phụ thân: Y phạt xan Mạt Cừu (Malgu).
- Mẫu thân: Hưu Lễ (Hyulye) phu nhân họ Kim.
- Vương hậu: Bảo Phản (Boban) phu nhân, nữ tử của Vị Trâu ni sư kim.
  - Vương tử: Nột Kỳ (Nulji)
  - Vương tử: Bốc Hảo (Bogho)
  - Vương tử: Vị Tư Hân (Misaheun)